# Thomas Mein
Thomas Mein (* 12. Januar 1999 in Gateshead) ist ein britischer Radrennfahrer, der auf Cyclocross spezialisiert ist.

## Sportlicher Werdegang
Mein gelangte erstmals zu internationaler Aufmerksamkeit, als er 2016 das Juniorenrennen beim renommierten belgischen Koppenbergcross gewann. In der U23 gewann er zweimal die Weltcup-Rennen von Tábor. Da dies in der durch die Corona-Pandemie beeinträchtigten Saison 2020/2021 das einzige Weltcup-Rennen blieb, holte er zugleich die U23-Gesamtwertung.
In der Elite blieben Meins Erfolge zumeist auf nationale Ebene begrenzt. So war er Anfang 2022 britischer Meister, in der Saison 2023/2024 siegte er in den nationalen Rennserien Hope Supercross und National Trophy Series. Seine beste Weltcup-Platzierung hatte er 2024 mit dem sechsten Rang in Besançon. Mit der Staffel gewann er das Weltmeisterschaftsrennen 2025 in Liévin.
Im Sommer ist Mein regelmäßig in anderen Radsport-Disziplinen wie Straßenrennen, Gravelrennen und Cross-Country-MTB aktiv. In letzterer Disziplin kam er bei britischen Meisterschaften viermal auf zweite oder dritte Plätze.

## Erfolge

### Cyclocross
2019/2020
Weltcup (U23) – Tábor
2020/2021
 Europameisterschaften (U23)
Weltcup (U23) – Gesamtwertung / Tábor
2021/2022
 Britischer Meister
2022/2023
 Weltmeisterschaften – Staffel
2024/2025
 Weltmeister – Mixed-Staffel

### Gravel
2024
UCI Gravel World Series – ein Sieg